# Raetia prima

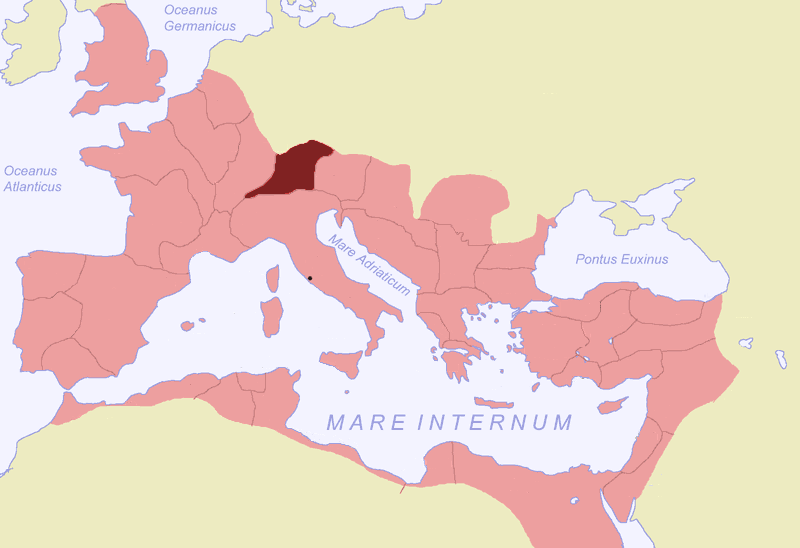
Lage der Vorgängerprovinz Raetia

Raetia prima war eine im Zuge der diokletianischen Reichsreformen im frühen 4. Jahrhundert durch Teilung der vormaligen Provinz Raetia entstandene spätantike römische Provinz. Die These, Curia Raetorum sei dabei zur Hauptstadt der neu geschaffenen Provinz erhoben worden, ist zwar plausibel, aber «zur Zeit nicht zu beweisen».

## Geschichte
Unter dem Provinznamen Raetia (ursprünglich Raetia et Vindelicia) waren in der ersten Hälfte des 1. Jahrhunderts n. Chr. die 15 v. Chr. eroberten Gebiete des Alpenvorlands zwischen Donau und Inn, der heutigen Schweiz südlich des Bodensees sowie des nördlichen Tirols unter der römischen Herrschaft zusammengefasst worden. Um 180 wurde Raetia zur kaiserlichen Provinz 2. Klasse, verwaltet von einem Senator mit praetorischem Rang. Im Zuge der diokletianischen Reichsreformen wurde die Provinz Raetia 297 n. Chr. entlang des Bodensees und der Nordalpen in zwei neue Provinzen, Raetia prima (Curiensis) und Raetia secunda (Vindelica), aufgeteilt. Die beiden neuen Provinzen gehörten zur Dioecesis Italiae und waren militärisch gemeinsam einem Dux Raetiae primae et secundae unterstellt. Die Zivilverwaltung oblag in den beiden neuen Provinzen jeweils einem Praeses, Statthaltern niederen Ranges. Von deren Residenzen Curia Raetorum (Chur) und Augusta Vindelicorum (Augsburg) leiteten sich die späteren deutschen Bezeichnungen «Churrätien» und «Vindelicien» ab.
Das Gebiet der Provinz Raetia prima im 4. Jahrhundert ist aus Quellen kaum zu erkennen. Lange herrschte die Meinung vor, sie habe einfach den alpinen Teil der Vorgängerprovinz Raetia umfasst, also auch die Nordalpen bis Kufstein, das Inntal von Altfinstermünz abwärts bis zum Zillertal und das obere Eisacktal. Der Neue Pauly (2001) und Richard Heuberger der Jüngere (1930e, ohne Vinschgau seit 1932) geben dagegen ungefähr die Argen als Nordgrenze und die Ostgrenze als von Isny im Allgäu über den Arlberg durchs Val Müstair zum Stilfser Joch verlaufend an. Ob auch das nördliche Tessin mit Bellinzona und das italienische Eschental zur Raetia prima gehörten, ist nicht sicher belegt.
Auch nach dem Untergang des Weströmischen Reichs 476 n. Chr. riss die politische Verbindung von Raetia prima mit Italien nicht ab, im Gegenteil. Zunächst gelangte diese Provinz unter die Herrschaft Odoakers. Nach dessen Tod 493 erlangte das Ostgotenreich die Kontrolle über Raetia prima. Der ostgotische König Theoderich setzten in der Provinz Raetia prima zur Sicherung Italiens wieder einen Dux (deutsch: Herzog) ein. Dieser hatte aber rein militärische Befugnisse. Für die Zivilverwaltung erhielt sich das Amt des Praeses. Der Hauptsitz dieser Verwaltung war Chur, das 452 erstmals als Bischofssitz erwähnt wurde. 537 musste der ostgotische König Witichis einen Teil Raetiens prima, das Gebiet südlich des Bodensees, an den Frankenkönig Theudebert I. abtreten als Gegenleistung für dessen Unterstützung der Ostgoten gegen das Byzantinische Reich (Gotenkrieg (535–554)). Die militärische Schwächung der Ostgoten im Kampf gegen die Byzantiner ausnutzend, brachte Theudebert I. bis zu seinem Tod 548 auch den Rest von Raetia prima mit den militärisch und wirtschaftlich bedeutenden Bündner Passstrassen unter seine Kontrolle. Wie dies genau geschah, durch Kampf oder Abmachung, ist nicht überliefert. Raetia prima, seit dem Mittelalter Churrätien genannt, war nun Teil des Reichs der Merowinger und verlor damit endgültig die politische Verbindung mit Italien.